# Kaple svatého Vavřince (Karpacz)
Kaple svatého Vavřince (polsky Kaplica świętego Wawrzyńca na Śnieżce) je římskokatolická kaple na vrcholu Sněžky v polských Krkonoších. Je zapsána v rejstříku památek pod položkou A/1366/494 ze dne 11. prosince 1958.

## Poloha
Nachází se v jihozápadním Polsku, ve východní části Krkonoš na vrcholu Sněžky – nejvyšším vrcholu Sudet, zhruba 5,3 kilometru jihozápadně od centra Karpacze. 

## Popis
Kaple svatého Vavřince je nejvýše položenou barokní památkou Polska a provozovaným sakrálním objektem – každoročně se na den svatého Vavřince, 10. srpna, koná ve výšce 1602 m n. m. slavnostní mše.
Stavba kaple má rotundový vzhled, výška je 14 metrů a průměr kruhového půdorysu je 7 metrů. Ke kapli byla přistavěna předsíň na čtvercovém půdorysu. Vnitřní klenutí zploštělé kopule je pokryté malbami z 80. let 19. století. Kaple je postavena z kamene v barokním stylu, stojí na kamenné podezdívce. Zdi jsou z vnější strany kryté svislým dřevěným opláštěním. Kuželová střecha kaple i valbová stříška předsíně je krytá dřevěným šindelem a opatřena vrcholovým křížem. Vitrážová okna jsou oválná. Vybavení kaple je velmi skromné, zahrnuje oltář s postavami Matky Boží, svatého Vavřince a svatého Vojtěcha. V předsíni se nachází pamětní deska Jana Pieniążka – Odrowąża z roku 1828. 

## Historie
Stavba kaple byla zahájena v roce 1665. Stavební práce vedl Bartłomiej Nantwig z Gryfowa Śląskiego. Při zakládání stavby bylo odstraněno 4,5 metru zvětralin až ke skalnímu podkladu. Přes četné obtíže byla kaple dokončena v roce 1681 a byla opatřena oltářem z Křešova. Slavnostní vysvěcení proběhlo na den svatého Vavřince dne 10. srpna 1681, vysvěcení provedl opat křešovského kláštera Bernard Rosa.
Kaple byla několikrát poškozena bleskem.